# Integración a media escala
A finales de los 60 se introdujeron dispositivos que contenían cientos de transistores cada chip, llamados MSI, Integración a Media Escala (Medium-Scale Integration).
Económicamente eran circuitos atractivos porque mientras producirlos costaba ligeramente más que los dispositivos SSI, permitieron fabricar sistemas electrónicos más complejos utilizando placas impresas más pequeñas, menos trabajo al ensamblarlos (ya que contenían menos chips) y otras ventajas.